# Bundesamt
Ein Bundesamt ist eine Behörde der Bundesverwaltung (öffentliche Verwaltung auf Bundesebene, der obersten bzw. gesamtstaatlichen Ebene) in einem föderalen Bundesstaat oder Staatenbund. Es ist im Allgemeinen als Verwaltungsinstrument (Bundesbehörde) einem Ministerium, oder direkt dem Regierungschef oder dem Staatsoberhaupt unterstellt.
Zu den einzelnen Staaten siehe:
- Bundesbehörde (Deutschland) – Bundesamt als regelmäßiger Name einer Bundesoberbehörde (Bundesamt für ...).
- Bundesamt (Österreich)
- Bundesamt (Schweiz)